# カリガラス
カリガラスとは、木の灰を原料に用いてボヘミア（現在のチェコ）で17世紀後半に開発された、ガラスの一種である。「カリクリスタルガラス」「カリ石灰ガラス」とも言う。

## 開発の経緯
16世紀に入ると、ボヘミアのガラス製造は、イタリアのジェノバから、エジプト産のソーダ原料を輸入して行われるようになった。しかし輸送中チロル地方で略奪にあって、ボヘミアに届かないことが多くなってしまった（チロル地方にボヘミアの競争相手となるガラス工房があったためと考えられる）。そこでボヘミアでは、木灰をアルカリ原料として使用するようになった。これがカリガラスの始まりである。

## 特徴
透明度が高く、硬い。彫刻を施すのに適する。特にシレジア山脈の珪石には鉄分が少なかったため、ほぼ無色透明に近いものができたという。

## 使われ方
ボヘミアガラスにおいて、（発祥からではなく）途中から主流素材となり、現在でもモーゼルではカリガラスが用いられている。しかしボヘミアガラス全体としては、現在は（鉛）クリスタルガラスも用いられるようになっている。